# Африканский лапчатоног
Африканский лапчатоног (лат. Podica senegalensis) — вид птиц семейства лапчатоногих. Единственный вид рода Podica. Насчитывает 4 подвида.
В зависимости от подвида и пола африканский лапчатоног достигает длины тела от 35 до 59 сантиметров. Самцы намного крупнее и тяжелее самок. Телосложение стройное и обтекаемое, клюв соответствует длине головы. К числу анатомических особенностей африканского лапчатонога относится коготь на крыле, который облегчает лазание по береговым кустарникам. На пальцах имеются плавательные перепонки.
Оперение коричневое на шее и затылке, а также на крыльях и на спине. Грудь и брюхо светло-охристые. Белая полоса начинается от глаза и проходит поперек шеи до затылка. У самцов серое горло, у самок — белое. Кроющие крыла и спина слегка пятнистые, боковые стороны имеют поперечные полосы. Перья хвоста тёмно-коричневые. Клюв и ноги ярко-красные.
Этот вид встречается в тропической Африке к югу от Сахары от Сенегала до Восточной Африки и на юге до мыса. Подвиды встречаются в следующих регионах:
- Podica senegalensis senegalensis: Сенегал к восточной части ДРК, Уганде, северо-западной Танзании и Эфиопии;
- Podica senegalensis somereni: Кения и северо-восточная Танзания;
- Podica senegalensis camerunensis: к югу от Камеруна до Габона, Республика Конго и к северу от Демократической Республики Конго;
- Podica senegalensis petersii: Ангола к юго-востоку от Демократической Республики Конго, Замбии, Мозамбика и к востоку от Южной Африки.

Африканский лапчатоног встречается в лесах и покрытых деревьями саваннах, в густых зарослях кустарника по берегам ручьёв и в мангровых болотах. Он обычно избегает быстрых или стоячих вод, и его редко можно встретить за пределами прибрежной растительности. Он в основном остается на воде и, как правило, улетает в кусты, когда его беспокоят. Он быстро бегает по суше и хорошо лазает по деревьям.
Рацион питания состоит в основном из водных насекомых, моллюсков и других беспозвоночных. Кроме того, они также едят мелкую рыбу, лягушек и змей и иногда части растений.
Африканский лапчатоног является территориальной птицей, которая защищает свой участок круглый год. Сезон размножения обычно приходится на период, когда реки их среды обитания несут наибольшее количество воды. Гнездо строится самкой либо в кустах над водой, либо на скрученном растительном материале прямо на воде. Кладка состоит из 2 яиц от красновато-коричневого до кремового цвета. Насиживает только самка.